# The Strenght of a Samson
The Strength of a Samson è un cortometraggio muto del 1915 diretto da E.A. Martin. Di genere commedia, il film - prodotto dalla Selig, aveva come interpreti William Stowell e 
Marion Warner.

## Produzione
Il film fu prodotto dalla Selig Polyscope Company.

## Distribuzione
Distribuito dalla General Film Company, il film - un cortometraggio in una bobina - uscì nelle sale cinematografiche statunitensi il 16 aprile 1915.